# 菅原伸也
菅原 伸也（すがわら しんや、1974年 - ）は、日本の美術批評家。

## 来歴
東京大学大学院総合文化研究科超域文化科学表象文化論修士課程を修了。

## 執筆

### 論文
- 「同一化と非同一化の交錯——サンティアゴ・シエラの作品をめぐって」 『パンのパン4下　号外』2023年[3]
- 「タニア・ブルゲラ《移民運動インターナショナル》について」 『Mネット』（2023年10月号（第230号））[4]
- 「リヒター、イデオロギー、政治––––ゲルハルト・リヒター再読」『ユリイカ』2022年6月号、青土社[1]
- 「分裂する空間̶̶百瀬文の映像作品について[5]」（2014年、「北加賀屋クロッシング2013 MOBILIS IN MOBILI -交錯する現在-」）

### 展評
- 「いかにして美術史を語るか、もしくは語らないか──3つの展覧会を中心にして：「TRIO」「シアスター・ゲイツ展」「異文化は共鳴するのか？」」（2024年、Tokyo Art Beat）
- 「2つの監獄、そして監獄からの視点──Now and Then。ある展示とパレスチナ問題に寄せて」（2023年、Tokyo Art Beat）
- 「「ユージーン・スタジオ / 寒川裕人 想像の力 Part 1/3」展レビュー。現代的な、あまりに現代的な」（2023年、Tokyo Art Beat）
- 「戦後日本美術史のブラインド・スポット──「彫刻刀が刻む戦後日本」展をめぐって」（2022年、ARTnews JAPAN）
- 「強いられた日常生活の発見 ━━「らせんの映像祭」レビュー」（2021年）
- 「上を向いて忘れよう──「虚実」について：目「ただの世界」展＋《まさゆめ》レビュー」(2021年、Tokyo Art Beat)[6]
- 「「螺旋の映像祭」レビュー」（2020年、逗子アートフィルムのnote）
- 「光を見ることは可能か？　菅原伸也評 イズマイル・バリー「みえないかかわり」」（2020年、ウェブ版美術手帖）
- 「欲望の空間と、その反転に見る現代の「受難」。菅原伸也評 ミン・ウォン「偽娘恥辱㊙︎部屋」」（2020年、ウェブ版美術手帖）
- 「小さなテーブルで紡がれた広大な世界。菅原伸也評「没後50年　坂本繁二郎展」」（2019年、ウェブ版美術手帖）
- 「セクシュアリティを問う作品の周縁で。菅原伸也評「解放され行く人間性　女性アーティストによる作品を中心に」」（2019年、ウェブ版美術手帖）
- 「ヒーローとピーポー、割り切れない関係。 菅原伸也評「Oh！マツリ☆ゴト　昭和・平成のヒーロー＆ピーポー」」（2019年、ウェブ版美術手帖）
- 「作品の「二重性」を保持する表現方法とは。菅原伸也が見た、「メルド彫刻の先の先」展」（2018年、ウェブ版美術手帖）
- 「「積層」する、絵画と現実。 菅原伸也が見た、 「絵と、　 vol.1 五月女哲平」展」（2018年、ウェブ版美術手帖）
- 「A GUEST ＋ A HOST ＝ A GHOST――『DJもしもしの幽霊について』について」（2017年）
- 「クロニクル、クロニクル！」展レビュー（2016年）

### 記事
- 「カール・アンドレ　彫刻と死、その間――アナ・メンディエタとともに見ること」（2024年、RELATIONS）
- 「有識者が選ぶ2023年の展覧会ベスト3：菅原伸也（美術批評家）」（2023年、ウェブ版美術手帖）
- 「15人が選ぶ「2022年ベスト展覧会」！ キュレーターや批評家、アートライターらのセレクトをコメントとともに振り返る」（2022年、Tokyo Art Beat）

### 書評
- 坂上しのぶ著『ジェイムズ・リー・バイヤーズ　刹那の美』書評（雑誌『美術手帖』に掲載後、ウェブ版美術手帖に転載） 「知られざるバイヤーズ」

### 展覧会寄稿文
- 「相互依存の空間––––木下理子「Human Humor」に寄せて」（2022年、木下理子「Human Humor」展（児玉画廊）寄稿文）
- 「無重力的交歓––––糸川ゆりえ「Moment」に寄せて」（2022年、糸川ゆりえ「Moment」展（児玉画廊）寄稿文）
- 「二つのものの間にある絵画ー佐藤慧「Providence」に寄せて」（2022年、佐藤慧「Providence」展（児玉画廊）寄稿文）

## インタビュー
- 「ハンス・ウルリッヒ・オブリスト インタビュー：美術館、そしてキュレーターの役割について」の聞き手（2020年、Tokyo Art Beat）
- 「見ることで対象に触れるために　画家・伊庭靖子インタビュー」の聞き手と構成（2019年、ウェブ版美術手帖）

## トーク
- 「リレーションズ・トーク(4) 社会的芸術と批評の現在をめぐって：菅原伸也 x 毛利嘉孝」『RELATIONS』Nov.2023 Vol.18[7]
- 「永井玲衣×菅原伸也、ふたりが見た「MOTアニュアル2022　私の正しさは誰かの悲しみあるいは憎しみ」展（東京都現代美術館）。 言葉や差異をめぐる4作家の作品から考えたこと」（2022年、Tokyo Art Beat）